# Escuela de Ciencias del Mar
La Escuela de Ciencias del Mar (ESCM) es una de las cinco escuelas tradicionales de la Facultad de la Armada (FadARA) que compone el ecosistema educativo de nivel universitario, dependiente de la Universidad de la Defensa Nacional (UNDEF). Se encuentra en el barrio de Retiro de la Ciudad Autónoma de Buenos Aires, en el edificio histórico del muelle de inmigrantes, en el complejo formado por el Hotel de Inmigrantes y el Apostadero Naval Buenos Aires (antiguo desembarcadero), ubicados en la dársena norte del Puerto de Buenos Aires.

## Historia
La tradición de la elaboración de la cartografía náutica comenzó con la Oficina de Hidrografía, de la Armada Argentina, más tarde Servicio de Hidrografía Naval (SHN), hace más de un siglo atrás. La reglamentación de su funcionamiento y la asignación de la responsabilidad de levantar cartas y planos ocurrió el 6 de junio de 1879.
En el país no existía ningún organismo que formara cartógrafos, si bien había un curso de aprendizaje en el SHN, éste se realizaba en forma intermitente de esta forma se apreció la necesidad de solucionar esta falencia en forma orgánica y surgió así la idea de crear una escuela para cartógrafos. En 1961 el Plan Cartográfico de la Argentina contaba para su cumplimiento con tan sólo 4 cartógrafos. Era evidente que la falta de estos profesionales, impedía mejorar la eficacia de este servicio público que tiene hasta la actualidad como obligación brindar Seguridad Náutica.
El 1º de marzo de 1962 el SHN, solicitó al Comando en Jefe de la Armada Argentina, la creación de la Escuela de Aprendices (denominación original, luego Escuela de Cartógrafos), cuyo requisito de ingreso era tener 15 años de edad y contar con 6°grado aprobado. Finalmente, por expediente n.º 513/62, el Comando de Operaciones Navales, aprobó la creación, de un curso de 2 años, orientado a formar dibujantes cartógrafos, con una formación teórica y práctica, que luego completaban trabajando bajo la supervisión de un cartógrafo experimentado.
En 1964 la Dirección General de Personal Naval, aprobó el Plan de Estudios, cuyo título de egreso era el de Técnico Cartógrafo y por expediente n.º 534/66, el Comando de Operaciones Navales autorizó la imposición del nombre “Buenos Aires”, a la Escuela de Cartógrafos; el plan de estudios de la Escuela de Cartógrafos Buenos Aires comprendía un ciclo de 3 años, con una carga horaria de 35 horas semanales, totalizando 1.785 hs. La misma contaba con materias tales como; Dibujo, Matemáticas, Geometría, Cosmografía, Topografía, Física, Mareas y Sondajes, Navegación y Geodesia.
En 1966 se actualizó el programa de estudios y se decidió que la edad de ingreso a la Escuela de Cartógrafos fuera entre 17 y 21 años y que los aspirantes contaran con el Ciclo Básico terminado. Finalmente en el año 1975, el SHN aprueba un nuevo Plan de Estudios, requiriendo el ingreso de los cursantes con el ciclo secundario completo.
En 1984 se firmó un convenio con el Instituto Tecnológico de Buenos Aires (ITBA) para transferir la formación de cartógrafos a esta casa de estudios. El ITBA gestionó ante el Ministerio de Educación, la creación de la carrera de Bachiller Universitario en Cartografía, aprobada por resolución n.º 1205 del 31 de mayo de 1984.
De esta manera las actividades académicas se continuaron realizando en el SHN y con profesores pertenecientes al ITBA. Resulta interesante destacar uno de los considerandos del Convenio que indicaba: “el objeto de la carrera ha sido siempre el de formar eficientes cartógrafos, capaces de asumir, entre otras, pero preferentemente, la tarea artesanal de la confección de cartas náuticas objetivo que ambas instituciones acuerdan mantener y alentar”.
Por otra parte cabe destacar que la Armada Argentina, capacitaba también Personal de Oficiales nivel universitario, en: 1) Hidrografía; en la Facultad de Ingeniería de la Universidad de Buenos Aires, 2) Oceanografía; en el Instituto Tecnológico Buenos Aires y 3) Meteorología; en la Facultad de Ciencias Exactas y Naturales de la Universidad de Buenos Aires. 
El cierre de las capacitaciones en Oceanografía e Hidrografía en las mencionadas casas de estudios, motivó a la Armada Argentina a generar capacidades propias para el aprendizaje de esas disciplinas y es entonces que a partir del año 1987, por Disposición de la Dirección General de Instrucción Naval n.º 25/ 87, se creó en el Servicio de Hidrografía Naval, el Curso de Capacitación en Hidrografía para Oficiales y el Curso de Capacitación en Oceanografía para Oficiales.
En el año 1989 el SHN brindó por primera vez el Curso de Navegación Antártica (NAVANTAR), el cual tiene reconocimiento internacional, por ser el único de esta característica.
En el año 1995, el ITBA, luego de 11 años cierra la titulación del Bachiller Universitario en Cartografía y la misma regresa al SHN. También en este año por Disposición DGIN n.º 16/ 95, se creó el Curso de Capacitación en Meteorología para Oficiales 

### Creación de la Unidad Académica
El 24 de Octubre de 1996 la Dirección de Instrucción Naval por Disposición n.º 57/96  resolvió: “Crear en el ámbito del Instituto Universitario de Estudios Navales, la Unidad Académica: ESCUELA DE CIENCIAS DEL MAR” (ESCM), cuya finalidad será: “centralizar la actividad docente y de investigación, desarrollando carreras y/o cursos en todas aquellas disciplinas afines a las Ciencias del Mar”. De esta manera la ESCM, que mantiene su sede en el SHN, asume la totalidad de los cursos y carreras.
Consecuentemente la ESCM y el SHN, resuelven que la propuesta de Capacitación para Oficiales en Hidrografía, debe ajustarse a los estándares internacionales, razón por la cual se presenta para su aprobación; ante el Comité Internacional de Estándares de Competencias para Hidrógrafos y Cartógrafos Náuticos (órgano conformado por la Organización Hidrográfica Internacional (IHO), la Federación Internacional de Geómetras (FIG) y la Asociación Cartográfica Internacional (ACI)). El nuevo Curso de Capacitación en Hidrografía para Oficiales, obtiene así por primera vez el 12 de noviembre de 1996, la categoría Nivel “B”.
El 5 de Agosto de 1997, el Ministerio de Educación por Resolución n.º 1.344, aprueba la Licenciatura en Cartografía, (carrera de 4 años) con un título intermedio de Técnico Universitario en Cartografía (con 3er año aprobado), logrando de esta manera reconocimiento oficial y validez nacional a estas carreras. En la creación de esta nueva Licenciatura se definió que, el anterior título de Bachiller Universitario en Cartografía, equivale al nuevo de Técnico Universitario en Cartografía. 
La Licenciatura en Cartografía es única en el marco de la enseñanza pública y privada de nuestro país, aunque existan algunas carreras de grado similares, esta se distingue por estar enfocada a la cartografía náutica y por tener un reconocimiento internacional. Los egresados son personal calificado por su formación y además son altamente reconocidos en el ámbito privado.

### Cambios importantes
La Escuela de Ciencias del Mar a través del tiempo se vio sometida a cambios importantes que fueron significativos para su actual estado. El 15 de junio de 2010, cambió su dependencia orgánica del SHN, a la Dirección General de Educación de la Armada (DGED) y en el año 2012, se concretó su traslado a las instalaciones del Apostadero Naval Buenos Aires, antiguo desembarcadero inaugurado en 1907 quien, junto con el Hotel de Inmigrantes, formaban un solo complejo.
También en el año 2012, el Comité Internacional de Estándares de Competencias para Hidrógrafos y Cartógrafos Náuticos (IBSC); conformado por la OHI, la FIG y la ACI, luego de una profunda evaluación, reconocen por primera vez con la categoría “A” a la Licenciatura en Cartografía y revalida con la categoría “B”, el Curso de Capacitación en Hidrografía para Oficiales. Ambos reconocimientos con una validez hasta el año 2018 inclusive.
En el año 2014 la creación de la Universidad de la Defensa Nacional (UNDEF), mediante la Ley 27.015, motivó la desactivación del Instituto Universitario Naval (INUN), creando en su reemplazo la Facultad de la Armada (FadARA), dependiente de la nueva Universidad y teniendo a su cargo la formación de militares y civiles, en diferentes áreas disciplinarias para la Defensa Nacional, a través de carreras de pregrado, grado y posgrado. 
La UNDEF se constituyó sobre la base de los Institutos Universitarios, que funcionaban en la órbita del Ministerio de Defensa de la Nación y las Fuerzas Armadas. Desde entonces la ESCM pasó a denominarse SEDE EDUCATIVA UNIVERSITARIA ESCUELA DE CIENCIAS DEL MAR (SEU ESCM) dependiente de la FadARA y ésta a su vez de la UNDEF. Por otro lado se mantiene la dependencia de la Dirección General de Educación de la Armada (DGED) para la impartición de los cursos militares. 
En el 2015 por razones de practicidad se unificaron los Cursos de Capacitación en Hidrografía y de Capacitación en Oceanografía, para Oficiales.
En el año 2019 el reconocido Curso de Navegación Antártica (NAVANTAR), se complementó con 2 nuevos cursos; el Curso Básico de Navegación en Aguas Polares y el Curso Avanzado de Navegación en Aguas Polares, los cuales tienen el reconocimiento internacional de la Organización Marítima Internacional (OMI) y son impartidos en conjunto por la SEU ESCM y por la Escuela Nacional de Náutica (ESNN), para marinos militares y civiles argentinos y para el resto de las Armadas del mundo, ratificando de esta manera la permanencia de la República Argentina en la Antártida desde el año 1904.
También en el 2019 la SEU ESCM con apoyo del SHN, defiende ante el IBSC, la revalidación de la Categoría Nivel “A” para la Licenciatura en Cartografía, demostrando así, cumplir con lo exigido en la publicación S-8 “Estándares de Competencias para Cartógrafos Náuticos” y renovando dicho reconocimiento internacional hasta el año 2024 inclusive.
En el año 2020 la Sede Educativa ESCM, con el apoyo del SHN, presenta ante el IBSC, la revalidación de la Categoría Nivel “B” para el Curso de Capacitación en Hidrografía y en Oceanografía para Oficiales, obteniendo en el año 2021 su aprobación, con una validez hasta el año 2026 inclusive.
También desde el año 2020 la SEU ESCM, preside un Centro que integra la Red Global de Centros de Capacitación Especializado, que forma parte de la Academia Global de Enseñanza sobre el Océano (Ocean Teacher Global Academy) de la Comisión Oceanográfica Intergubernamental (COI), organismo dependiente de la UNESCO. El objetivo del Centro es brindar capacitación personalizada para expertos y profesionales, a fin de aumentar la capacidad nacional y regional en ciencias, servicios y gestión costera y marina.
Este Centro está conformado además por el SHN, el Departamento de Ciencias de la Atmósfera y los Océanos de la Universidad de Buenos Aires y el Ministerio de Relaciones Exteriores, Comercio Internacional y Culto desarrolla e imparte cursos presenciales y virtuales, bajo el diseño de cursos con enfoque temático acorde con las necesidades de cada región, facilitando el desarrollo de las mencionadas capacidades. 
El 26 de octubre de 2021, la SEU ESCM pasó a ser parte, como Socio Honorario, del Centro Argentino de Cartografía, siendo un orgullo pertenecer a tan prestigiosa Institución, fuertemente relacionada con la cartografía y ciencias afines, y de estrecha correspondencia con nuestra carrera de Licenciatura en Cartografía

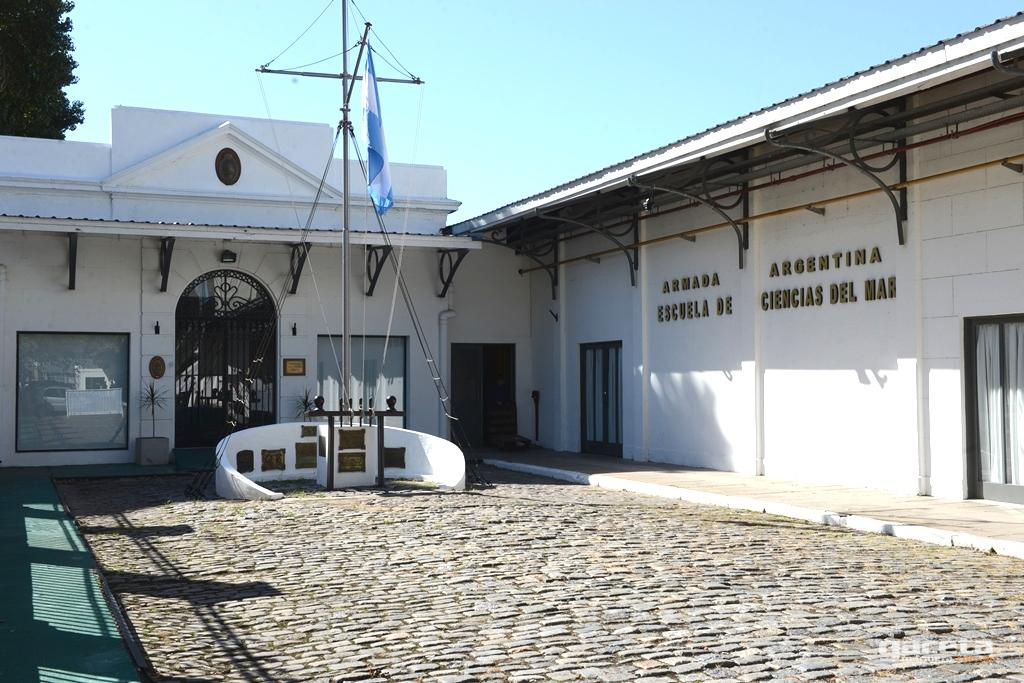
Sede de la ESCM en el edificio histórico del muelle de inmigrantes.

## Ideario Institucional de la Sede Educativa ESCM
La Escuela de Ciencias del Mar aspira a formar profesionales competentes, con conciencia de respeto por el ambiente, promoviendo el interés por la investigación y la difusión de saberes orientados a la formación de competencias que les posibilite desempeñarse en forma idónea en lo que respecta a temáticas tales como Cartografía, Hidrografía, Oceanografía, Balizamiento y Meteorología Marina, entre otras.
Capacita al personal militar y forma ciudadanos ajenos a la Armada, en el área de las ciencias aplicadas a la investigación del ambiente marino para lo cual dirigirá, coordinará y centralizará las actividades de Docencia, Investigación y Extensión (D+I+E) relacionadas con la Hidrografía, Cartografía, Meteorología Marina, Oceanografía, Balizamiento y otras disciplinas vinculadas; a fin de proveer recursos humanos a la ARA y al Servicio de Hidrografía Naval (SHN), junto a organizaciones especializadas en el uso de la información territorial, marítima y fluvial.
Para ello sienta sus bases en una misión y visión estratégica fundada en la conservación de los recursos naturales y soberanos de la República Argentina, como así también en aguas internacionales.

## Heráldica

### Armas. Descripción heráldica
Escudo francés moderno. Sobre campo azur y sobre un mar de tres ondas de plata y dos de azur, una rosa de los vientos de plata y sable, surmontada por una flor de liz nurida de plata. Al centro cosida sobre la rosa de los vientos la escarapela argentina en azur cerúleo (o celeste) y plata. 
El escudo está timbrado por una corona naval de oro envelada de plata con la leyenda “ARMADA ARGENTINA”, y como soporte o sostén una ancla en color gris cenizo con el cepo en su color (pardo).

### Significado Heráldico
La rosa de los vientos, representa el área de las ciencias aplicadas al estudio e investigación del mar, es decir la hidrografía, cartografía, meteorología náutica, oceanografía y otras disciplinas vinculadas. Esta figura (o mueble) de propiedades geométricas perfectas, simboliza precisión, calidad y seguridad en el cumplimiento de su misión, cuyo norte es marcado por flor de liz y que soporta a su vez la escarapela nacional, poniendo de manifiesto su compromiso con el fomento y colaboración en la consolidación de la conciencia marítima nacional. 
Las ondas y el campo del escudo representan el espacio marítimo y el campo azur el cielo o la atmósfera, principales objetos de estudio e investigación de esta escuela. 
El escudo esta sostenido por un ancla, que simboliza el carácter naval de las actividades que se realizan. Finalmente la corona naval, símbolo de las marinas militares por excelencia, denota la pertenecía de la escuela a la Armada Argentina.

## Formación académica
La ESCM es una Sede Educativa Universitaria dependiente de la Facultad de la Armada, en donde civiles y militares se forman y capacitan para integrar un equipo de profesionales capaces de enfrentar los diferentes desafíos según su nivel de competencia.
Su función general es capacitar al personal militar y formar ciudadanos ajenos a la Armada Argentina (ARA)  en las diferentes áreas de incumbencia de la Defensa Nacional, a través, de carreras de grado, carreras y cursos de posgrado; promoviendo investigaciones científicas y técnicas en el entorno de las operaciones navales, la generación de documentos cartográficos en general y náuticos en particular, de las actividades marítimas y todo lo relacionado con las ciencias del mar, en consonancia con la actualización y transformación de los conocimientos científico-tecnológicos que permiten  desarrollar actividades de extensión y vinculación universitaria e interuniversitaria garantizando la transferencia de conocimientos hacia la comunidad.

### Propuesta académica
Licenciatura en Cartografía: Esta carrera está aprobada por la Resolución n.º 1344/97 del Ministerio de Educación y su título tiene validez nacional. La duración es de cuatro años obteniéndose el título de Licenciado en Cartografía, con un título intermedio de pregrado, luego de aprobar los primeros tres años, de Técnico Universitario en Cartografía.

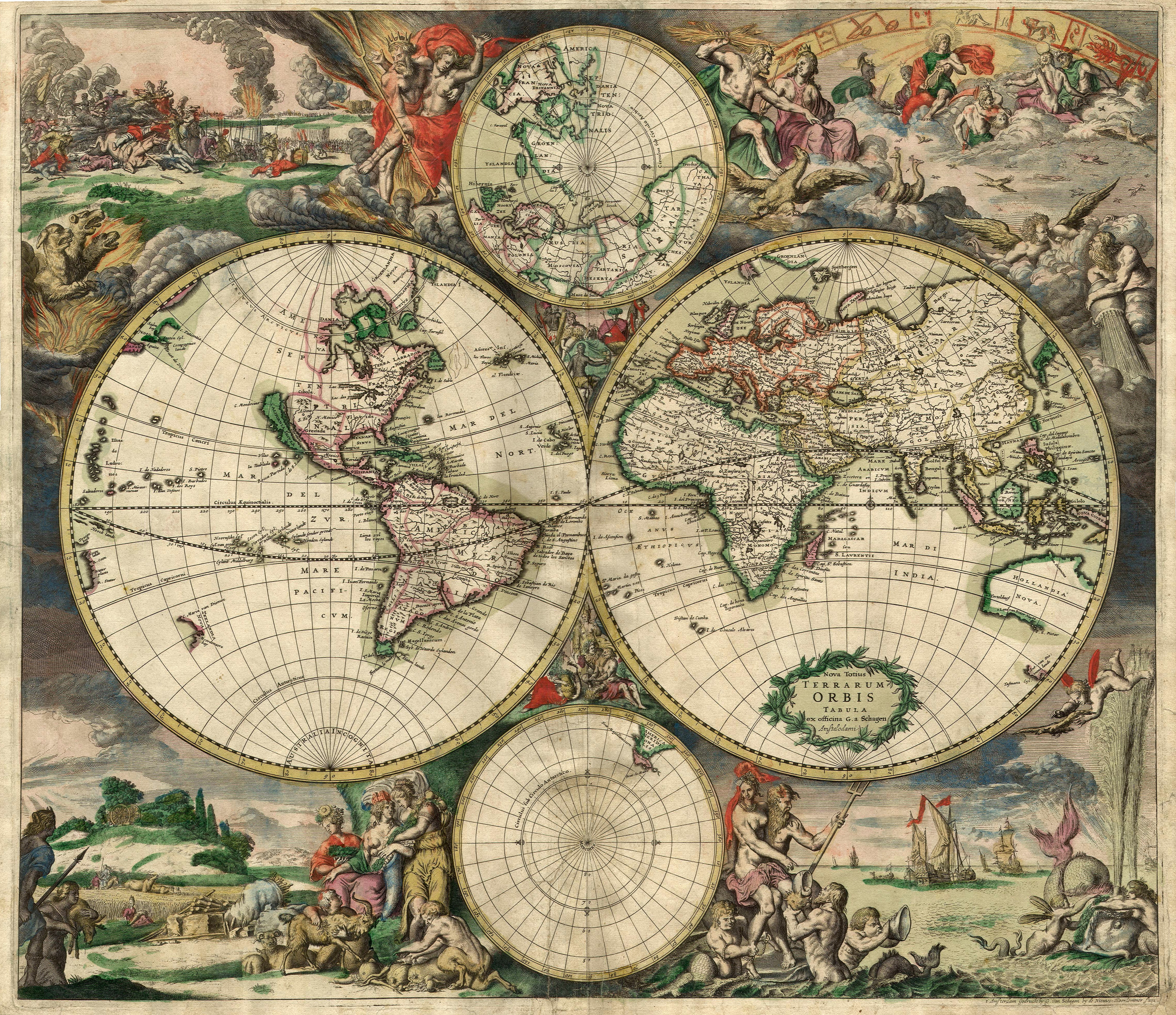

| CARTOGRAFÍA (ONU,1949) se puede definir como la ciencia de elaborar todo tipo de mapas e incluye la geodesia, fotografía aérea, fotogrametría, etc. El diccionario multilingüe de términos cartográficos de la International Cartographic Association (ICA,1973), define la cartografía como el conjunto de operaciones científicas y técnicas que intervienen en la formación y análisis de los mapas, modelos de relieve y globos, que representan la tierra o parte de ella o cualquier parte del universo. |
| --- |

Cursos para personal militar:
- Capacitación en Hidrografía y en Oceanografía para oficiales.
- Capacitación en Meteorología para oficiales.
- Capacitación en Meteorología para oficial de guardia en puente.
- Capacitación Observador de hielos marinos y témpanos.
- Formación básica para buques que operen en aguas polares.
- Formación avanzada para buques que operen en aguas polares.
- Capacitación en Meteorología para suboficiales.
- Capacitación en Balizamiento para suboficiales.
- Capacitación en Oceanografía para suboficiales.
- Capacitación en Hidrografía para suboficiales.
- Capacitación en Cartografía para suboficiales.

## Directores
| Rango                 | Director                | Inicio del Período | Fin del Período |
| --------------------- | ----------------------- | ------------------ | --------------- |
| Capitán de Navío      | Carlos D. CARBONE       | 05-10-1996         | 21-12-1996      |
| Capitán de Navío      | José L. SCIOTTI         | 21-12-1996         | 06-06-1997      |
| Capitán de Navío      | Ricardo L. POY          | 06-06-1997         | 17-12-1998      |
| Capitán de Navío      | Raúl E. BERMUYAL        | 17-12-1998         | 10-12-2000      |
| Capitán de Navío      | Javier A. VALLADARES    | 10-12-2000         | 19-12-2002      |
| Capitán de Navío      | Daniel F. HINDRYCKX     | 19-12-2002         | 10-12-2004      |
| Capitán de Navío      | Manuel H. PICASSO       | 10-12-2004         | 29-05-2008      |
| Capitán de Navío      | Raúl H. LLORENTE        | 29-05-2008         | 06-05-2009      |
| Capitán de Navío (RE) | Juan I. DE ABELLEYRA    | 06-05-2009         | 31-12-2011      |
| Capitán de Fragata    | Hernán O. NIÑO SEEBER   | 31-12-2011         | 22-03-2013      |
| Capitán de Fragata    | Pablo M. BONUCCELLI     | 22-03-2013         | 12-02-2015      |
| Capitán de Fragata    | Hernán J. MONTERO       | 12-02-2015         | 19-02-2016      |
| Capitán de Navío      | Jorge A. DUTRUEL        | 19-02-2016         | 14-02-2019      |
| Capitán de Navío      | Alejandro L. J. LÓPEZ   | 14-02-2019         | 12-05-2023      |
| Capitán de Fragata    | Hernán O. NIÑO SEEBER   | 12-05-2023         | 23-02-2024      |
| Capitán de Fragata    | Guillermo Daniel ORTEGA | 23-02-2024         | Actualidad      |